# Krugosvet.ru
Krugosvet.ru (ryska: Кругосвет.ру) är en av Rysslands största och äldsta internetbaserade encyklopedi med omkring 30 000 besökare per dag, enligt uppgifter inhämtade 2022.